# Терапат Чомчуен
Терапат Чомчуен (род. 31 июля 2001 года) - тайский тяжелоатлет, призёр чемпионата мира в отдельном упражнение, чемпион мира и Азии среди юношей.

## Карьера
Выступает на мировом помосте вместе с братом близнецом Наттаватом.
На чемпионате Азии и чемпионате мира среди юношей 2017 года в весе до 50 кг завоевал чемпионские титулы. 
В начале ноября 2018 года на дебютном для себя чемпионате мира в Ашхабаде, тайский спортсмен, в весовой категории до 55 кг., завоевал малую бронзовую медаль в упражнение толчок, взяв штангу весом 141 кг. Провалив рывок, спортсмен из Таиланда в итоговом протоколе квалифицирован не был.